# Demy de Zeeuw
Demy de Zeeuw (* 26. Mai 1983 in Apeldoorn) ist ein ehemaliger niederländischer Fußballspieler.

## Karriere

### Vereine
Seine Karriere begann de Zeeuw in der Jugend von AGOVV Apeldoorn. Sein Profi-Debüt gab er bei den Go Ahead Eagles Deventer im Jahr 2001. In seiner ersten Saison kam er noch auf zwei weitere Einsätze. In den folgenden beiden Jahren erhöhte sich seine Einsatzzeit immer mehr, bis er in der Spielzeit 2004/05 zum Stammpersonal der Eagles gehörte. Zur Saison 2005/06 wechselte er zum AZ Alkmaar, wo er sich bald einen Stammplatz erkämpfte. Unter Trainer Louis van Gaal wurde das Team 2009 Niederländischer Meister. Durch gute Leistungen in der Liga erregte er die Aufmerksamkeit des damaligen niederländischen Nationaltrainers Marco van Basten. Zur Saison 2009/10 wechselte de Zeeuw zu Ajax Amsterdam. Zwei Jahre später zog es ihn in die russische Premjer-Liga zu Spartak Moskau. Dort konnte er sich jedoch nicht wirklich durchsetzen und saß häufig auf der Bank. Deshalb wurde er am 22. Januar 2013 an den RSC Anderlecht verliehen. In Anderlecht wurde er direkt Meister und das Leihgeschäft wurde im Sommer um eine weitere Saison verlängert. Nach Auslaufen seines Vertrags in Moskau war de Zeeuw ein halbes Jahr ohne Verein, ehe er im Dezember 2014 bei der abstiegsbedrohten NAC Breda in der Eredivisie mittrainierte. Hier erhielt er im Februar 2015 einen Vertrag bis Saisonende. Bei seinem Debüt im mit 2:3 verlorenen Auswärtsspiel bei ADO Den Haag erzielte er beide Tore für die Brabanter.

### Nationalmannschaft
Mit der niederländischen U-21-Nationalmannschaft wurde de Zeeuw im Jahr 2006 Europameister.
Sein Debüt in der A-Elf des KNVB gab er am 28. März 2007 im Qualifikationsspiel zur Europameisterschaft gegen Slowenien; nach 15 Länderspieleinsätzen gehörte er auch zum Kader der Elftal bei der EM 2008. Bei diesem Turnier kam er in einem Spiel zum Einsatz. Beim für die Niederländer bedeutungslosen letzten Vorrundenspiel gegen Rumänien stand de Zeeuw 90 Minuten auf dem Platz. Das Spiel endete 2:0 für die Niederlande. In der Nationalmannschaft kämpfte er mit Denny Landzaat, Orlando Engelaar und Nigel de Jong um einen Stammplatz im defensiven Mittelfeld. Bei der Weltmeisterschaft in Südafrika kam er in zwei Spielen des späteren Vizeweltmeisters zum Einsatz. Nach der Weltmeisterschaft wurde er bislang nicht mehr in der "Elftal" eingesetzt.

## Erfolge
Niederlande
- Vizeweltmeister (1): 2010
- U-21-Europameister (1): 2007

Ajax Amsterdam
- Pokalsieger: 2010
- Meister: 2011

AZ Alkmaar
- Meister: 2009

RSC Anderlecht
- Belgischer Meister: 2013, 2014
- Belgischer Supercupsieger: 2013